# Втрати 10-ї окремої бригади спеціального призначення (РФ)
У статті наведено подробиці поіменних втрат 10-ї бригади спеціального призначення Збройних сил РФ у різних військових конфліктах.

## Друга чеченська війна
| п/п | Прізвище, ім'я, по батькові                                     | Звання           | Дата народження | Дата смерті |
| --- | --------------------------------------------------------------- | ---------------- | --------------- | ----------- |
| 1.  | Шаталов Денис Валерійович (рос. Шаталов Денис Валерьевич)       | молодший сержант | 1984            | 04.07.2003  |
| 2.  | Калінін Олександр Сергійович (рос. Калинин Александр Сергеевич) | молодший сержант | 1983            | 05.11.2003  |

## Російсько-грузинська війна
| п/п | Прізвище, ім'я, по батькові                                           | Звання  | Дата народження | Дата смерті |
| --- | --------------------------------------------------------------------- | ------- | --------------- | ----------- |
| 1.  | Абдуллін Раушан Мухамедович (рос. Абдуллин Раушан Мухамедович)        | рядовий | 26.06.1988      | 08.08.2008  |
| 2.  | Соловйов Василій Геннадійович (рос. Соловьёв Василий Геннадьевич)     | рядовий |                 | 08.08.2008  |
| 3.  | Шрейдер Олександр Володимирович (рос. Шрейдер Александр Владимирович) | рядовий |                 | 08.08.2008  |

## Російсько-українська війна
| п/п | Прізвище, ім'я, по батькові                                           | Звання            | Дата народження | Дата смерті |
| --- | --------------------------------------------------------------------- | ----------------- | --------------- | ----------- |
| 1.  | Пітірімов Віктор (рос. Питиримов Виктор)                              | єфрейтор          |                 | 14.08.2014  |
| 2.  | Паносян Ваче Мнацаканович (рос. Паносян Ваче Мнацаканович)            | прапорщик         | 07.08.1978      | 03.03.2022  |
| 3.  | Зеленков Євген (рос. Зеленьков Евгений)                               | старший лейтенант |                 | 16.03.2022  |
| 4.  | Калайда Семен Іванович (рос. Калайда Семён Иванович)                  | рядовий           | 25.04.1999      | 16.03.2022  |
| 5.  | Кірієнко Дмитро Вікторович (рос. Кириенко Дмитрий Викторович)         | прапорщик         |                 | 19.04.2022  |
| 6.  | Колядов Володимир Геннадійович (рос. Колядов Владимир Геннадьевич)    | старший лейтенант | 1994            | 14.05.2022  |
| 7.  | Пляка Денис Олександрович (рос. Пляка Денис Александрович)            | рядовий           | 10.06.2000      | 03.06.2022  |
| 8.  | Реховський Іван Анатолійович (англ. Реховский Иван Анатольевич)       | капітан           |                 | 02.07.2022  |
| 9.  | Захарченко Вадим Олександрович (рос. Захарченко Вадим Александрович)  | єфрейтор          |                 | 02.07.2022  |
| 10. | Турубара Владислав Олексійович (рос. Турубара Владислав Алексеевич)   | старший лейтенант | 19.01.1998      | 29.08.2022  |
| 11. | Албу Денис Анатолійович (рос. Албу Денис Анатольевич)                 | молодший сержант  | 03.04.1994      | 30.08.2022  |
| 12. | Бондаренко Олег (рос. Бондаренко Олег)                                | старший сержант   |                 | 30.08.2022  |
| 13. | Сизих Андрій Владиславович (рос. Сизых Андрей Владиславович)          |                   | 04.07.1982      | 16.09.2022  |
| 14. | Євдошенко Дмитро Олександрович (рос. Евдошенко Дмитрий Александрович) | єфрейтор          |                 | 11.10.2022  |
| 15. | Гаврасов Леонід Володимирович (рос. Гаврасов Леонид Владимирович)     | єфрейтор          | 01.01.1981      | 06.06.2023  |
| 16. | Максимов Максим Володимирович (рос. Максимов Максим Владимирович)     | сержант           | 03.07.1981      | 25.11.2023  |